# Demmin
Demmin est une ville allemande située dans l'arrondissement du Plateau des lacs mecklembourgeois, dans le Land du Mecklembourg-Poméranie-Occidentale. Autrefois ville hanséatique, la commune est située au confluent des rivières Peene, Trebel et Tollense, dans la région historique de Poméranie occidentale. Jusqu'en 2011, elle était la préfecture de l'ancien arrondissement de Demmin.

## Géographie

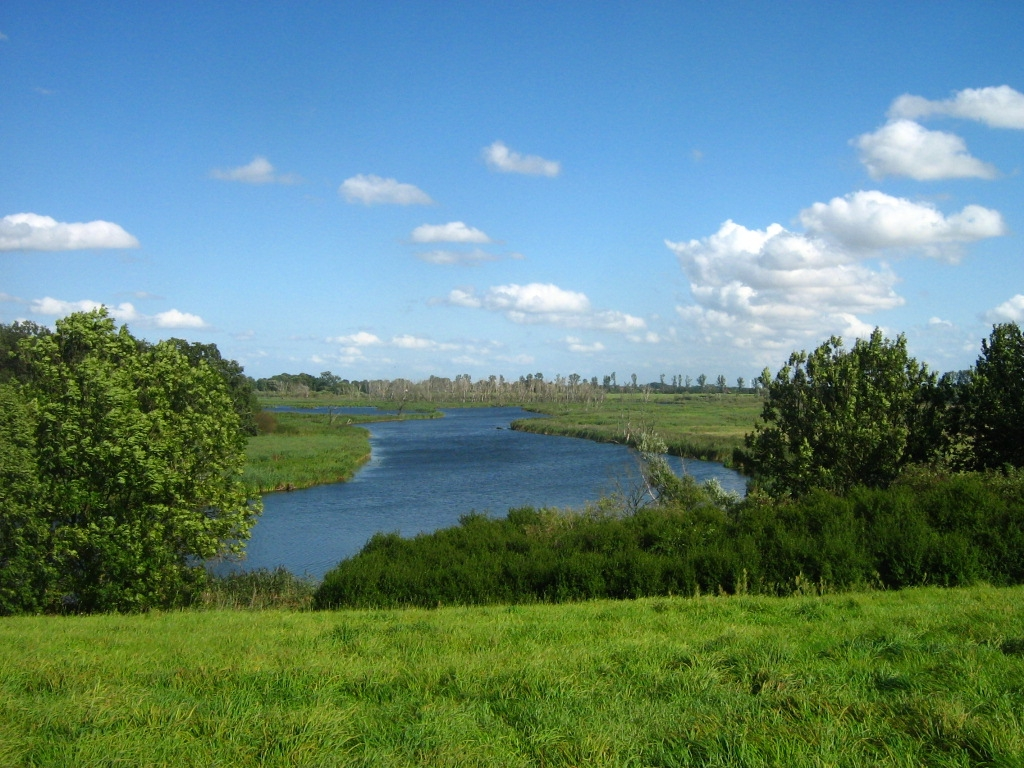
La Peene près de Demmin.

Le territoire communal s'étend le long de la Peene, au confluent avec la Trebel et la Tollense, au-dessous du lac de Kummerow. Le paysage aquatique fait de la municipalité une destination populaire.
En plus du centre-ville, le territoire communal comprend les localités de Deven, Drönnewitz, Lindenfelde, Randow, Seedorf, Waldberg, et Wotenick.

## Histoire
Le lieu de Dimine fut mentionné, construit par les Lutici pour la première fois par le chroniqueur Adam de Brême en 1075. En 1128, l'évêque Othon de Bamberg y a rencontré le duc Warcisław de Poméranie. Par acte du 14 octobre 1140, le pape Innocent II confirmait l'appartenance du domaineL au diocèse de Cammin. 
Sous le règne des fils de Warcisław, Bogusław et Casimir, la cité de Demmin est devenue l'une des résidences des ducs de Poméranie. Les frères entrent en conflit acec le margrave Othon Ier de Brandebourg qui siégea Demmin en 1180. L'année suivante, Bogusław a été reconnu en tant que prince du Saint-Empire par Frédéric Barberousse.
Vers 1236, les remparts de la ville ont été renforcés et Demmin a reçu le privilège urbain selon le droit de Lübeck. L'église gothique Saint-Bartholomé est mntionnée en 1269. Située au parcours navigable de la Peene, elle devrait se proposer comme la plate-forme de redistribution des biens agricoles. À partir de 1283, Demmin était une ville de la ligue hanséatique.
Cette ville, située à plus d'une trentaine de kilomètres de la côte baltique allemande fut livrée le 30 avril 1945 sans combat à l'Armée rouge. Néanmoins les soldats soviétiques se montrèrent d'une grande brutalité envers la population. Il y eut un grand nombre de suicides à cause des viols et autres atrocités commis à l'occasion du 1er mai : vague de suicides de Demmin. Pendant deux jours, il y eut environ un millier de victimes civiles, sur une population de dix mille habitants,.
L'Hôtel de Ville, de style baroque, a été détruit lors de l'offensive de l'Armée Rouge. Il n'a été reconstruit à l'identique qu'en 1997-1998.

## Jumelages
La ville de Demmin est jumelée avec :
- Bobolice (Pologne) depuis 1970.

## Attractions
- L'église Saint-Barthélémy de Demmin (Sankt Bartholomaei), située sur le marché (Markt), est une imposante église gothique en briques.
- La Tour Ronde, ou Pulverturm
- La Luisentor, anciennement Kuhtor
- L'Hôtel de Ville
- Le bosquet de Marie (Marienhain), ancien aître (cimetière) de l'Église de Marie, détruite en 1630
- Le Musée d'arrondissement

## Personnalités liées à la commune
- Joachim Lütkemann (de) (1608-1655), théologien et écrivain.
- Heinrich Carl von Schimmelmann (de) (1724-1782), marchand et homme d'État.
- Carl von Cardell (de) (1764-1821), officier.
- Karl Friedrich Frisch (de) (1808-1874), géographe et traducteur.
- Julius Friedrich Cohnheim (de) (1839-1884), médecin.
- Hans Joachim von Rohr (de) (1888-1971), homme politique.
- Norbert Buske (de) (1936-), théologien et homme politique.
- Ilona Slupianek (1956-), lanceuse du poids et du disque, championne aux Jeux olympiques d'été de 1980 de Moscou.
- Ellen Fiedler (1958-), athlète, médaillée de bronze aux Jeux Olympiques de 1988 de Séoul sur 400 m haies.
- Axel Wegner (1963-), champion olympique de ball-trap aux Jeux olympiques de 1988.
- Stefan Uteß (1974-), médaillé de bronze aux Jeux olympiques de 2000 en canoë-kayak.
- Marcel Schlutt (1977-), modèle, acteur pornographique et présentateur télé.
- Heike Fischer (1982-), double championne d'Europe de plongeon à 1 mètre en 2002 et 2004.